# Сан Бернардино (Асколи Пичено)
Сан Бернардино (итал. San Bernardino) насеље је у Италији у округу Асколи Пичено, региону Марке.
Према процени из 2011. у насељу је живело 19 становника. Насеље се налази на надморској висини од 422 м.